# 노랑각시서대
노랑각시서대(학명: Zebrias fasciatus)는 가자미목 납서대과에 속하는 동물이며, 등지느러미 줄기는 78~90개, 뒷지느러미 줄기는 70~78개, 가슴지느러미 줄기는 7~9개, 배지느러미 줄기는 4개, 꼬리지느러미 줄기는 15~18개, 옆줄비늘은 107~123개, 척추뼈는 51~52개이다. 몸은 긴 타원형이며 머리는 작다. 눈은 몸의 오른쪽에 있으며 매우 작고 서로 접근해 있다. 수심 8~100 m 이내의 모래와 진흙바닥에 산다. 한국서해, 남해, 발해, 황해, 동중국해 등에 분포한다. 산란기는 5~6월이며, 새우·갯지렁이들을 먹는다.